# Linguaggio burocratico
Il linguaggio burocratico (burocratese in senso dispregiativo), nell'ambito della burocrazia una forma di linguaggio tipica in varie lingue della pubblica amministrazione, con un'accezione in parte negativa per indicare un linguaggio verboso e pedante.

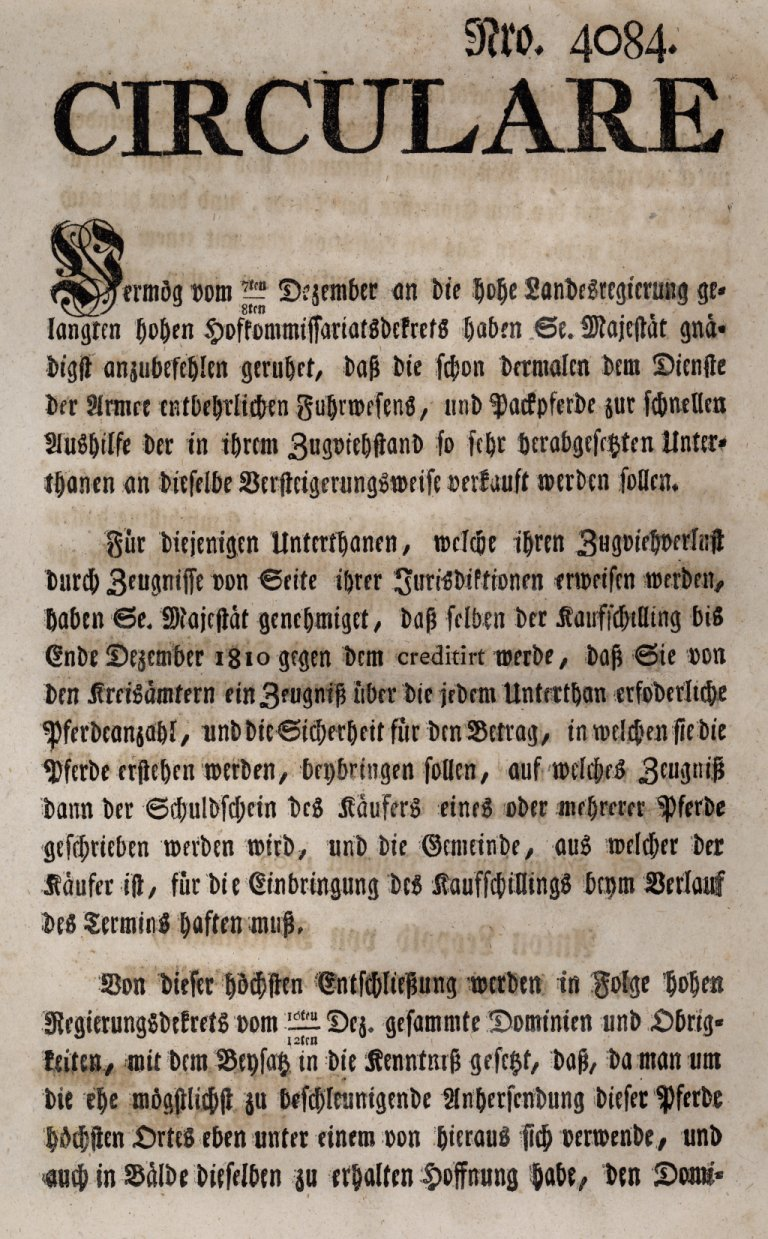
Un documento di ufficio austriaco del 1809

## Terminologia
Sebbene il termine venga utilizzato da alcuni parlanti per designare implicitamente il modo di esprimersi della amministrazione nella propria lingua, il termine designa un fenomeno comune a molti Paesi in cui si adottano diverse lingue ufficiali. Per esempio, in lingua norvegese è comparsa in alcuni casi l'espressione "bambini in situazione scolastica" invece del più comune "scolari", che è stata presa ad esempio di cattivo stile.
Il termine è traducibile in tedesco come Verwaltungssprache (lingua dell'amministrazione), in francese come jargon bureaucratique (gergo burocratico) e in inglese come officialese (termine attestato da fine Ottocento) o talvolta legalese, tutti termini che hanno in teoria un valore neutrale (per indicare il tedesco burocratico nello specifico si può usare il termine Beamtendeutsch o Amtsdeutsch e per l'inglese burocratico civil servant's English o bureaucratic English).
Il sinonimo burocratese (che talvolta indica nello specifico l'italiano burocratico) è attestato in italiano dal 1979.

## Il linguaggio burocratico in Italia

### Prima dell'Unità
Sebbene ogni Stato e Regno della Penisola avesse un apparato amministrativo proprio con proprie consuetudini linguistiche, si può parlare di vero e proprio linguaggio burocratico italiano solo a partire dall'Unità. E' infatti solo nel momento della creazione dello Stato italiano che inizia a costruirsi un apparato burocratico sovranazionale, in grado di operare da intermediario tra la legge e i cittadini. Tuttavia, l'interesse dei linguisti e degli intellettuali per il linguaggio burocratico nella Penisola è attestato fin da prima dell'Unità.

Già nei Promessi Sposi (1840), ad esempio, Manzoni affidava a Renzo, umile filatore di seta, varie riflessioni sull'uso spregiudicato che i privilegiati in grado di dominare il linguaggio facevano della lingua della legge. Nel capitolo II, il protagonista incontra Don Abbondio e si indispettisce del fatto che questi usi il latino come arma per confonderlo e per deresponsabilizzarsi. Nel capitolo XIV il Manzoni torna sul tema nel momento in cui Renzo, nell'aizzare la folla, si scaglia contro i potenti ("loro") che usano la loro proprietà di linguaggio e le loro conoscenze specialistiche a discapito dei più deboli:
“Ma la ragione giusta la dirò io,” soggiunse Renzo: “è perchè la penna la tengon loro: e così, le parole che dicon loro, volan via, e spariscono; le parole che dice un povero figliuolo, stanno attenti bene, e presto presto le infilzan per aria, con quella penna, e te le inchiodano sulla carta, per servirsene, a tempo e luogo. Hanno poi anche un’altra malizia; che, quando vogliono imbrogliare un povero figliuolo, che non abbia studiato, ma che abbia un po’ di..... so io quel che voglio dire.....” [...] “e s’accorgono che comincia a capir l’imbroglio, taffete, buttan dentro nel discorso qualche parola in latino, per fargli perdere il filo, per confondergli la testa. Basta; se ne deve smetter dell’usanze! Oggi, a buon conto, s’è fatto tutto in volgare, e senza carta, penna e calamaio; e domani, se la gente saprà regolarsi, se ne farà anche delle meglio: senza torcere un capello a nessuno, però; tutto per via di giustizia.”
In questo passaggio, Renzo ammette di riconoscere l'importanza della giustizia, tant'è che secondo lui dovrebbe essere questa a risolvere i malumori sollevati dalla piazza. Tuttavia, invoca l'uso del volgare, e non del latino: solo in questo modo le questioni legali potrebbero essere comprese da tutti e quindi, forse, essere più giuste.
Sebbene Manzoni si riferisse principalmente al linguaggio giuridico, si potrebbe considerare questa una prima riflessione sul linguaggio della burocrazia. Infatti, giacché l'apparato burocratico è pensato per diffondere tra i cittadini ciò che viene sancito dalle leggi, il linguaggio della burocrazia è considerato una derivazione di quello della legge.

### Dall'Unità d'Italia
In una neonata Italia i cui cittadini parlavano una miriade di dialetti regionali diversi, in cui i tassi di analfabetismo si attestavano attorno al 70% (circa 54% al nord e 90% al sud) pochi erano gli elementi che potevano determinare un'omogeneizzazione linguistica in tutta la penisola. Senza dubbio l'uso dell'italiano, o quantomeno lo sviluppo di zone di intercomprensione tra parlanti di dialetti diversi, furono favoriti dalla leva militare obbligatoria - già in uso nel Regno sabaudo e ampliata a tutto il nuovo Stato. [pagina in costruzione]

## La spiegazione sociologica
L'eziologia del fenomeno si divide tra una posizione che difende la buona fede del pubblico amministratore, vittima di leggi incomprensibili, e una posizione opposta, secondo cui il fenomeno è frutto della ricerca di una rendita di posizione.

## I limiti nella comunicazione
Un'altra spia della diffusione un po' in tutto il mondo della critica al linguaggio burocratico è l'impegno di molti governi per correggere i limiti comunicativi della scrittura amministrativa tradizionale.